# Оси-ле-Шато
Оси́-ле-Шато́ (фр. Auxi-le-Château) — коммуна во Франции, регион О-де-Франс, департамент Па-де-Кале, округ Аррас, кантон Оси-ле-Шато. Расположена в 45 км к северо-западу от Арраса, на обоих берегах реки Оти.
Население (2018) — 2 606 человек.

## Достопримечательности
- Церковь Святого Мартина XV века в стиле пламенеющая готика
- Развалины замка XII века
- Музей фольклорного искусства

## Экономика
Структура занятости населения:
- сельское хозяйство — 1,2 %
- промышленность — 19,0 %
- строительство — 9,0 %
- торговля, транспорт и сфера услуг — 40,8 %
- государственные и муниципальные службы — 30,0 %

Уровень безработицы (2017) — 24,8 % (Франция в целом — 13,4 %, департамент Па-де-Кале — 17,2 %). 

Среднегодовой доход на 1 человека, евро (2017) — 17 050 (Франция в целом — 21 110, департамент Па-де-Кале — 18 610).

## Демография
Динамика численности населения, чел.

## Администрация
Пост мэра Оси-ле-Шато с 2001 года занимает член Социалистической партии Анри Дежонг (Henri Dejonghe). На муниципальных выборах 2020 года возглавляемый им список победил в 1-м туре, получив 58,48 % голосов.
| Период | Период | Фамилия              | Партия                                                              | Примечания                            |
| ------ | ------ | -------------------- | ------------------------------------------------------------------- | ------------------------------------- |
| 1965   | 1983   | Франсис Телю         | Французская секция Рабочего интернационала, Социалистическая партия | судебный эксперт                      |
| 1983   | 2001   | Жан-Пьер Деаль-Факес | Разные правые                                                       |                                       |
| 2001   |        | Анри Дежонг          | Социалистическая партия                                             | член Генерального совета департамента |

## Галерея

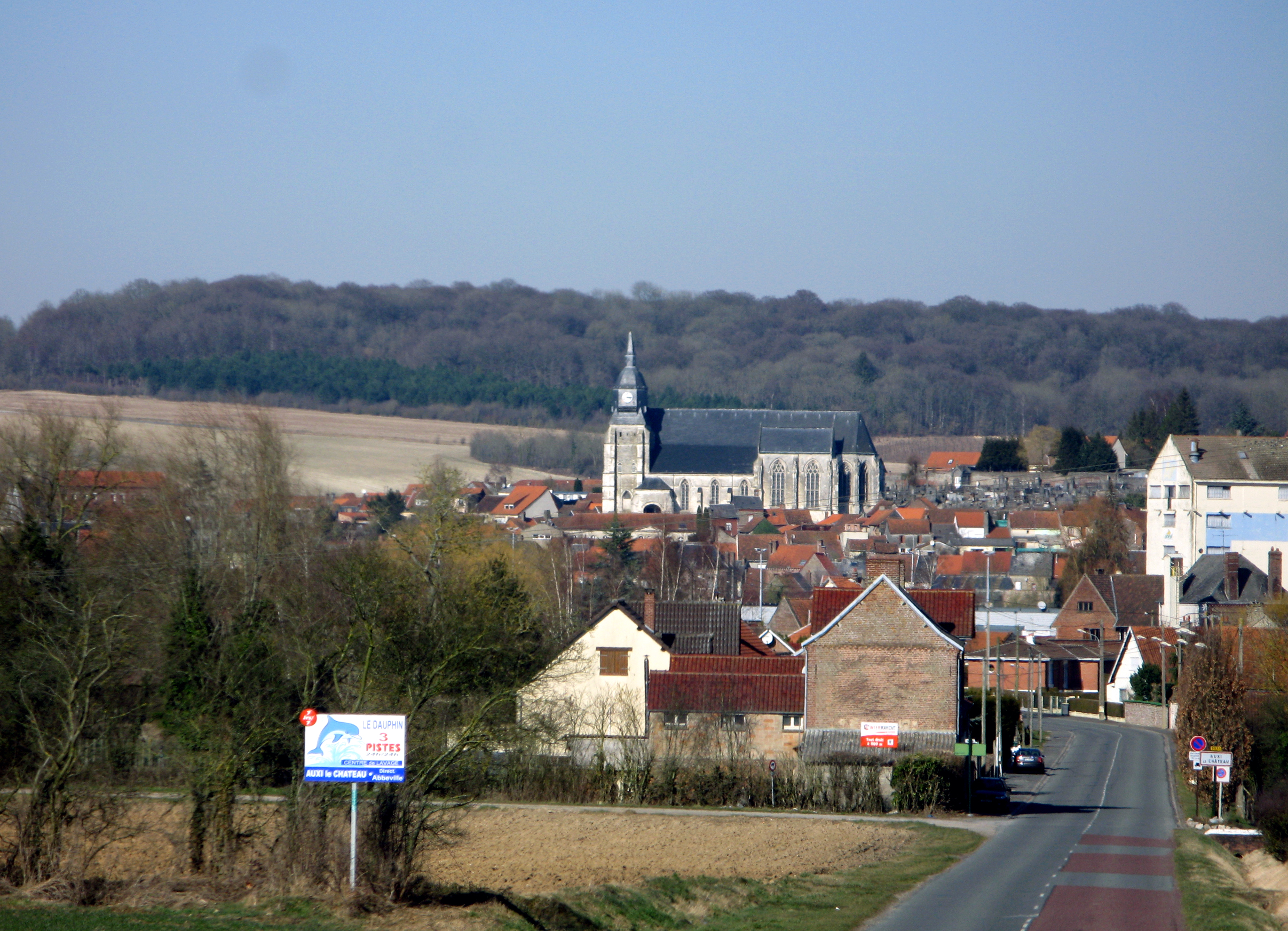
Вид на коммуну
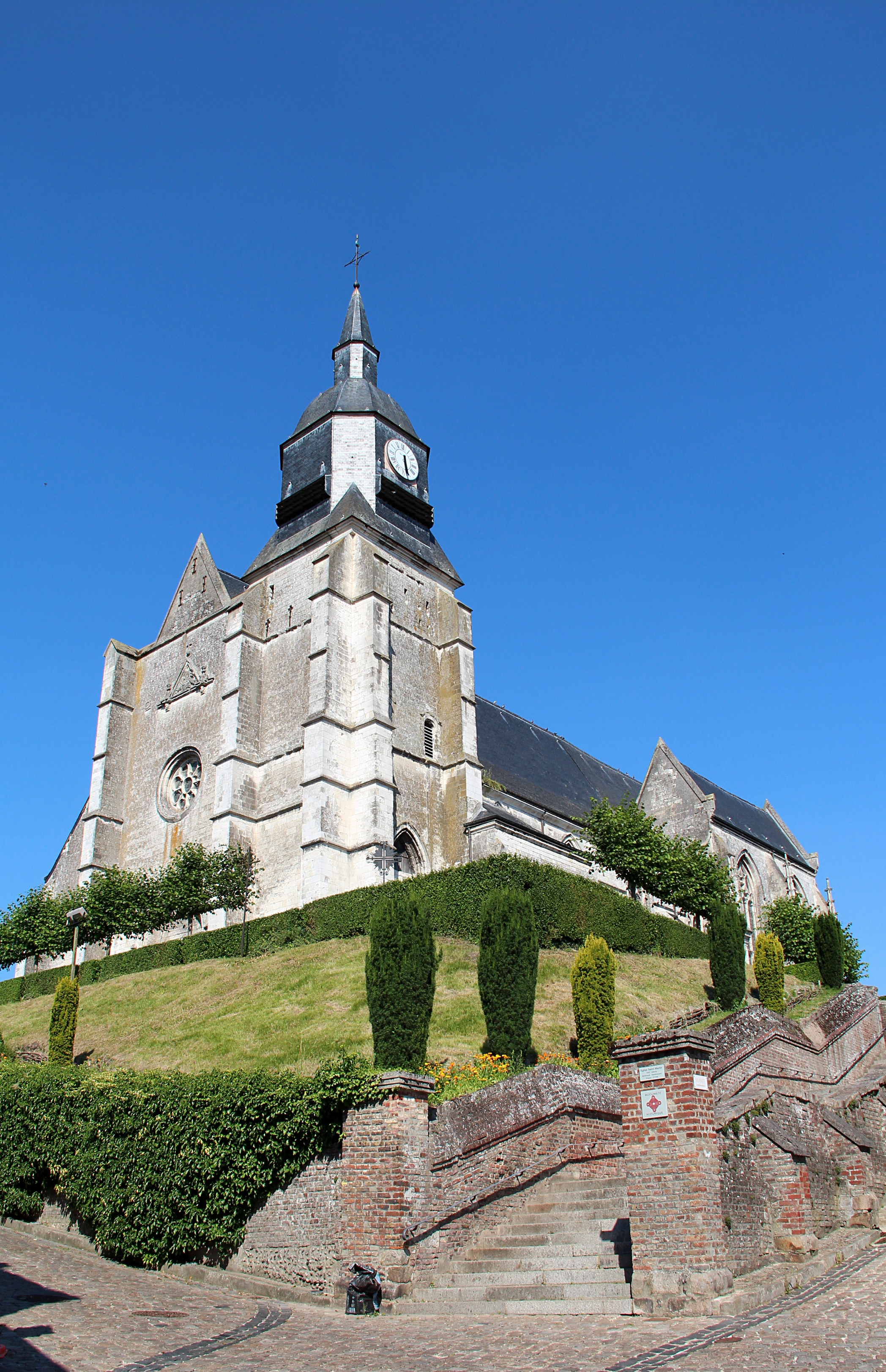
Церковь Святого Мартина